# Дарија Кисић
Дарија Кисић (претходно Дарија Кисић Тепавчевић; Сарајево, 20. август 1975) српска је лекарка, универзитетска професорка и политичарка. Од 2022. је министарка за бригу о породици и демографију Србије, а претходно је од 2020. до 2022. била министарка за рад, запошљавање, борачка и социјална питања.
Специјалисткиња је епидемиологије и професорка на Катедри епидемиологије Медицинског факултета Универзитета у Београду. Бивша је помоћница директора за јавно здравље и популациону политику Института за јавно здравље Србије „Милан Јовановић Батут”.

## Биографија
Дарија Кисић је 2001. дипломирала на Медицинском факултету у Београду. На истом факултету је магистрирала 2006. године из области епидемиологије, а докторирала је на тему: „Предиктивна вредност квалитета живота у процени исхода болести код болесника са мултиплом склерозом“.
У фебруару 2002. изабрана је у звање сарадника у настави на Катедри епидемиологије Медицинског факултета. У звање асистента изабрана је у мају 2007. године, а у исто звање поново у јуну 2010. Крајем те године предложена је за избор у звање доцента, а од 2017. ванредна је професорка на Медицинском факултету у Београду.
Током каријере је објавила више од 120 научних радова у међународним научним часописима.
Представљала је једну од водећих личности у борби против епидемија малих богиња 2017/18. и вируса корона 2020. године у Србији.
Од 28. октобра 2020. до 26. октобра 2022. обављала је функцију министарке за рад, запошљавање, борачка и социјална питања у другој влади Ане Брнабић. Од 26. октобра 2022. је министарка за бригу о породици и демографију у трећој влади Ане Брнабић.
Дана 25. новембра 2021. придружила се Српској напредној странци.